# Starksia
Starksia es un género de peces marinos de la familia de los labrisómidos, en el orden de los Perciformes.

## Especies
Existen las siguientes especies en este género:
- Starksia atlantica (Longley, 1934)
- Starksia brasiliensis (Gilbert, 1900)
- Starksia cremnobates (Gilbert, 1890)
- Starksia culebrae (Evermann & Marsh, 1899)
- Starksia elongata (Gilbert, 1971)
- Starksia fasciata (Longley, 1934)
- Starksia fulva (Rosenblatt & Taylor, 1971)
- Starksia galapagensis (Rosenblatt & Taylor, 1971)
- Starksia grammilaga (Rosenblatt & Taylor, 1971)
- Starksia greenfieldi (Baldwin & Castillo, 2011)
- Starksia guadalupae (Rosenblatt & Taylor, 1971)
- Starksia guttata (Fowler, 1931)
- Starksia hassi (Klausewitz, 1958)
- Starksia hoesei (Rosenblatt & Taylor, 1971)
- Starksia langi (Baldwin & Castillo, 2011)
- Starksia lepicoelia (Böhlke & Springer, 1961)
- Starksia lepidogaster (Rosenblatt & Taylor, 1971)
- Starksia leucovitta (Williams & Mounts, 2003)
- Starksia melasma (Williams & Mounts, 2003 )
- Starksia multilepis (Williams & Mounts, 2003)
- Starksia nanodes (Böhlke & Springer, 1961)
- Starksia occidentalis (Greenfield, 1979)
- Starksia ocellata (Steindachner, 1876)
- Starksia posthon (Rosenblatt & Taylor, 1971)
- Starksia rava (Williams & Mounts, 2003)
- Starksia robertsoni (Baldwin, Victor & Castillo, 2011)
- Starksia sangreyae (Castillo & Baldwin, 2011)
- Starksia sella (Williams & Mounts, 2003)
- Starksia sluiteri (Metzelaar, 1919)
- Starksia smithvanizi (Williams & Mounts, 2003)
- Starksia spinipenis (Al-Uthman, 1960)
- Starksia springeri (Castillo & Baldwin, 2011)
- Starksia starcki (Gilbert, 1971)
- Starksia variabilis (Greenfield, 1979)
- Starksia weigti (Baldwin & Castillo, 2011)
- Starksia williamsi (Baldwin & Castillo, 2011)
- Starksia y-lineata (Gilbert, 1965)